# Lupe Benites
Claudia Guadalupe Benites Sánchez, más conocida como Lupe Benites, es una realizadora audiovisual independiente, directora, guionista, directora fotográfica y camarógrafa peruana. En sus más de 20 documentaleshan abordado temáticas amazónicas, ambientales y sociales. 

## Biografía y obra
Benites nació en la ciudad Lima, Perú. Se formó en la Universidad de Lima y desde el año 2007 decide migrar a la selva peruanay se estableció en San Martín. En la actualidad es directora de la casa realizadora Curiwense Cine.
En 2016 realizó el I Taller de cine Infantil con la escuela de cine amazónico (Pucallpa). Posteriormente, publicó su primer libro cuentos Celeste y el pequeño sajino.También, realizó el I y II Taller de Cine Infantil & Juvenil y fue coordinadora en el III Festival Internacional Amazónico de Cine de Frontera. 
El Centro Cultural PUCP ha descrito su obra cinematográfica como un instrumento de memoria, visibilidad, reconocimiento y defensa de los pueblos andinos amazónicos que retan a la sociedad a reflexionar sobre la realidad de la selva peruana. 
Forbes Perú destacó a Benites en "Los 50 más creativos de Perú" del año 2022.

## Premios
A lo largo de su carrera ha participado y ganado diversos concursos:
- Ganadora del Concurso Nacional de Desarrollo de Proyectos Especiales para Largometraje Infantil con Celeste y el pequeño sajino, 2012. [8]
- Ganadora del Concurso Nacional de Cortometraje con El Huallaga, 2016. [9]
- Ganadora del Concurso Nacional de Cortometraje con Dalila: la guardiana del monte, 2018. [10]
- Ganadora del Concurso de Largometraje de Ficción exclusivo para regiones con  Celeste y el pequeño Sajino, 2019.[11]
- Premio del Mejor Cortometraje Nacional con Dalila: la guardiana del monte, en el IV Festival socio ambiental "Viviendo Cine", 2020.[12]
- Ganadora del Concurso de Proyecto de Cortometraje con El Mitayero, 2020.[13]
- Mención de Honor en Películas Infantiles con Dalila: la guardiana del monte, en el Festival de Cine Infantil de Macao.[14]

## Películas y cortometrajes
Algunas de sus producciones son: 
- El Huallaga, 2015
- El Duende, 2015[15]
- Dalila, la guardiana del monte, 2018[16]
- El Mitayero, 2021[17]

- Celeste y el pequeño sajino, 2023. [18]